# Sickla Köpkvarter

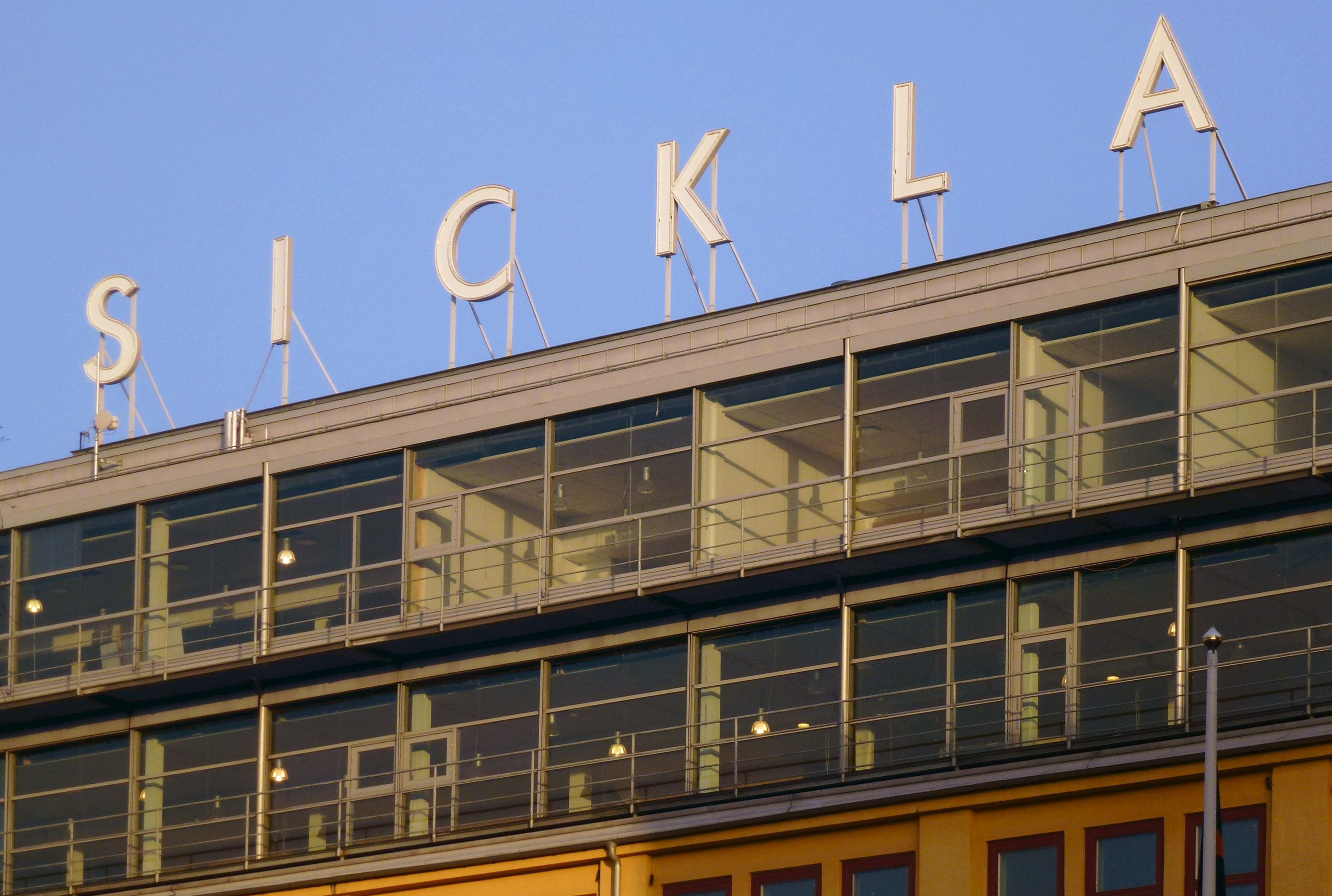
Sickla Köpkvarter.

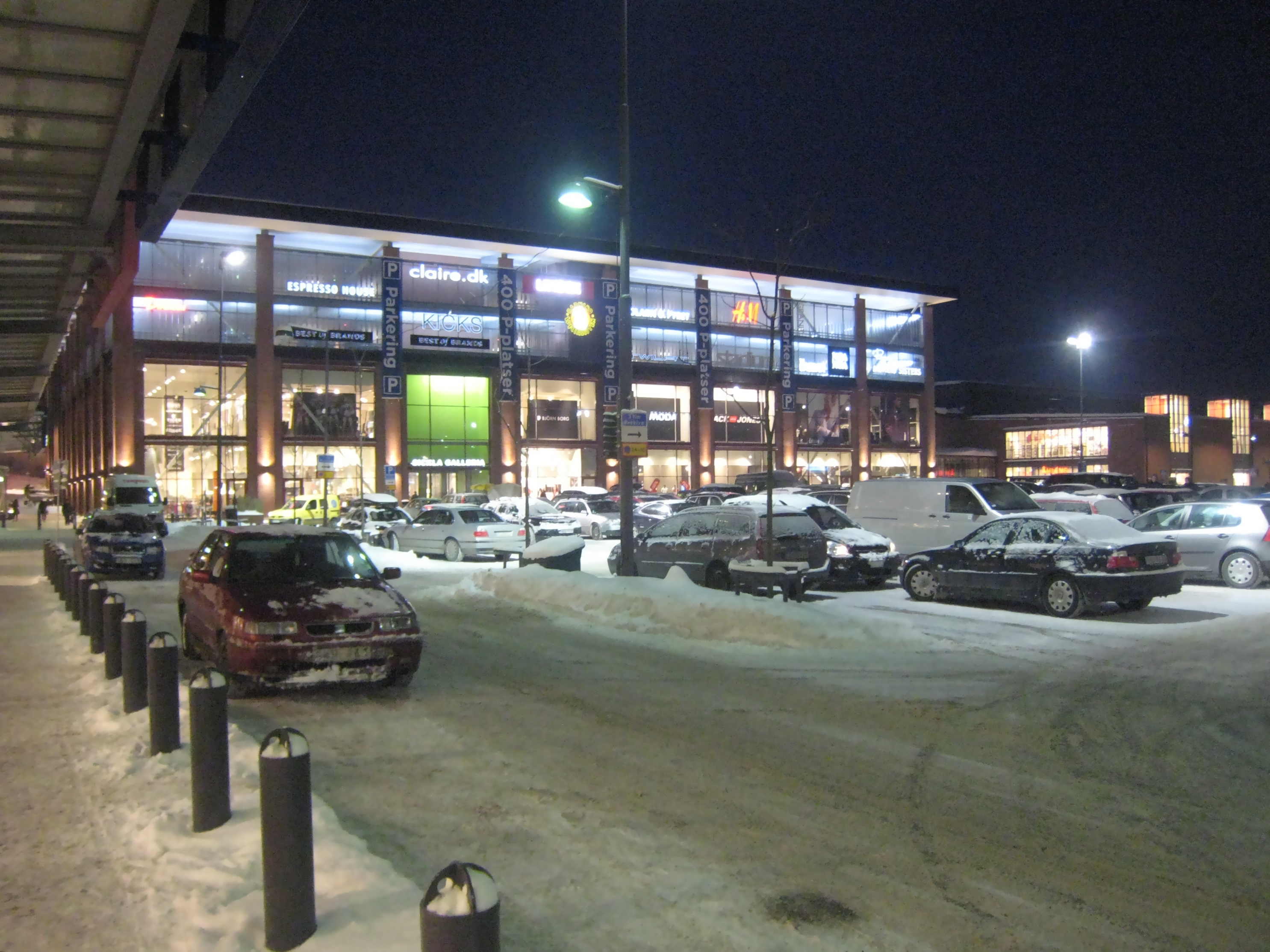
Sickla Köpkvarter, januari 2010.

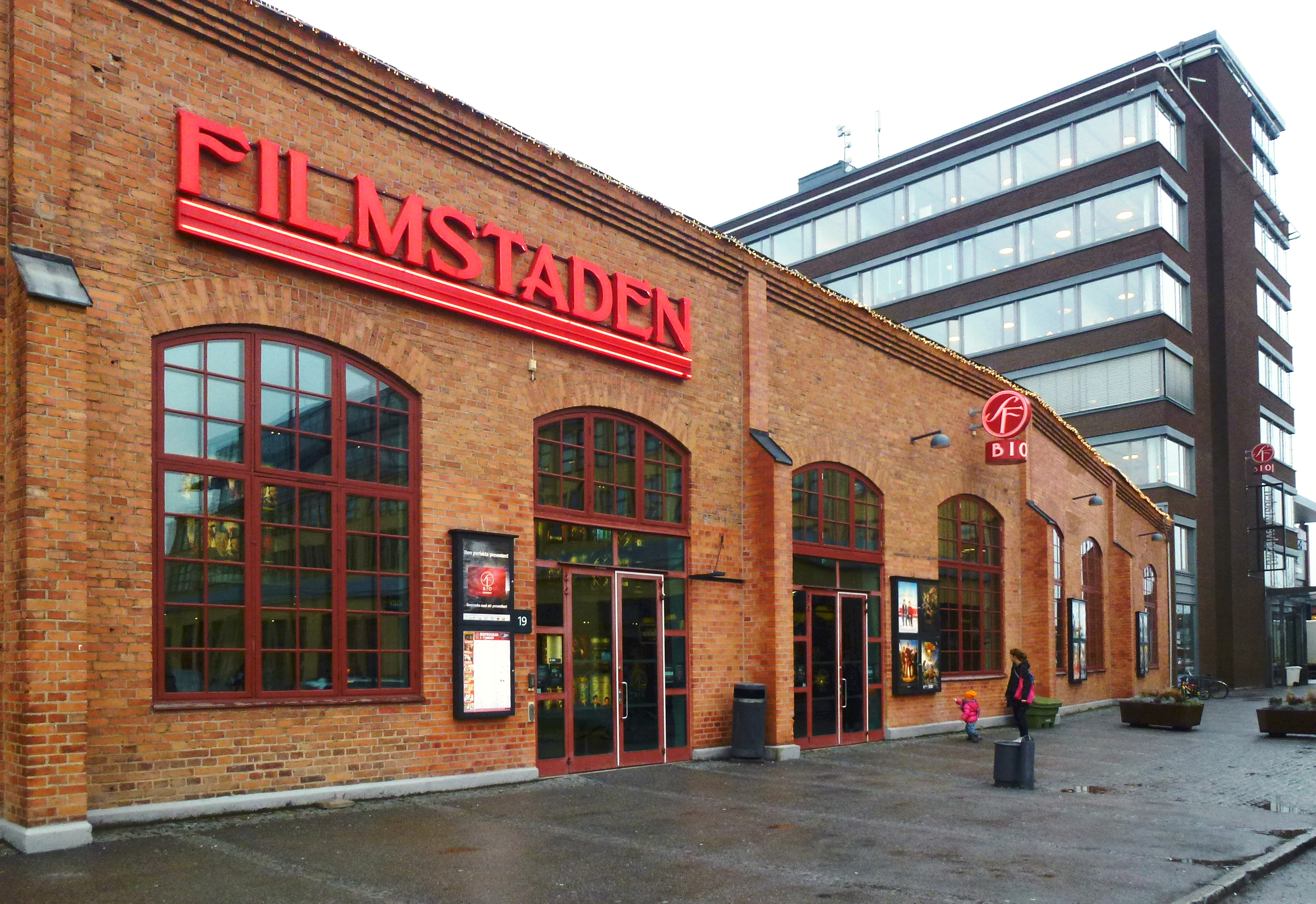
Filmstaden Sickla i januari 2014.

Sickla Köpkvarter är ett detaljhandelsområde beläget i Sickla, Nacka kommun. Området ligger strax öster om Hammarby sjöstad och väster om Kyrkviken och Ekudden. Sickla Köpkvarters handelsyta är 78 700 m² och rymmer 168 butiker och restauranger. Sickla Köpkvarter ägs och förvaltas av Atrium Ljungberg AB. I Sickla ligger också Nackas eget kulturhus Dieselverkstaden med bibliotek, biograf (Filmstaden Sickla), konsthall, museum (Stockholms läns museum) och scener.

## Historik
Sickla Köpkvarter upptar större delen av ett tidigare industriområde. 1896 etablerades AB Diesels Motorer på platsen. Senare slogs bolaget ihop med AB Nya Atlas under namnet Atlas Diesel AB. Sedan 1956 har bolaget hetat Atlas Copco AB och tillverkat bland annat borrmaskiner, dieselmotorer, kompressorer och tryckluftsmaskiner. Efter att tillverkningen lades ned 1992 har de gamla industrilokalerna successivt byggts om för nya ändamål. Grunden för Sickla Köpkvarter lades i samband med invigningen av Sickla Galleria i september 2005. Sedan dess har fyra nya hus byggts i området (Glashuset, f.d. Växthuset, Magasinet, en ny del av Sickla Galleria och Kunskapsgallerian). 2007 fick Sickla Köpkvarter utmärkelsen Årets köpcentrum och 2008 priset som Årets Säkerhetslösning. 

## Kommunikationer
Området betjänas av Saltsjöbanan och Tvärbanan som har en gemensam station, Sickla, samt av bussar. På Saltsjöbanan finns även stationen Nacka som betjänar områdets östra del. I framtiden (cirka år 2030) planeras tunnelbanan vara i drift till Sickla.

## Köpcentrumet i siffror
- Öppnat: 2005
- Antal butiker: 164
- Antal besökare: 13 miljoner (2016)
- Omsättning: 3 miljarder SEK
- Parkeringsplatser: 2 600
- Cykelplatser: 200